# Castelo de Monte Rei

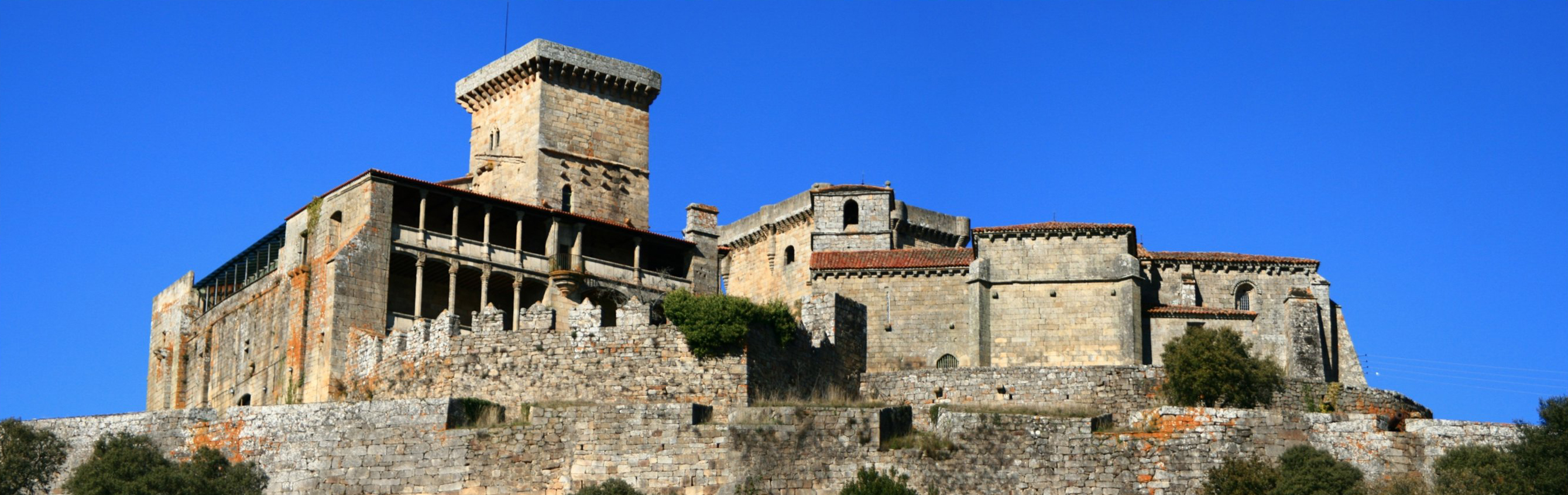
Vista do conjunto

O castelo de Monte Rei (Monterrei) é uma fortificação medieval, declarada Monumento Nacional, das melhor conservadas da Comunidade Autónoma da Galiza (Espanha).
Situa-se na capital do concelho auriense de Monte Rei, paróquia de Santa Maria, no cume duma colina que domina o amplo vale do rio Támega, na confluência entre os caminhos de Puebla de Sanabria e Ourense.

## História

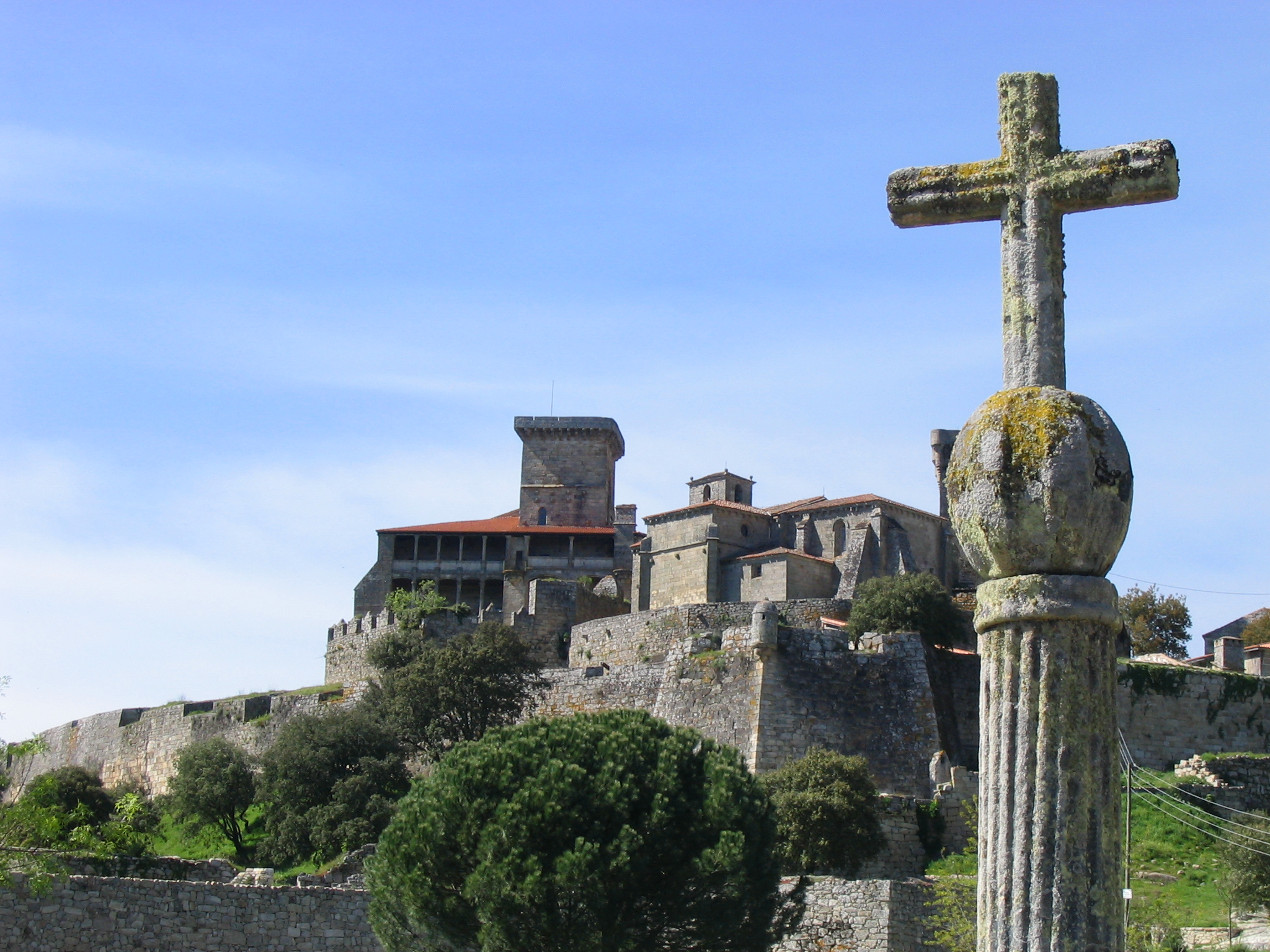
Cruceiro

Esta fortificação esteve em poder de algumas das mais poderosas linhagens da Galiza: os Ulloa, os Zúñiga, os Viedma, os Fonseca, os Acevedo e finalmente a Casa de Alba.
O lugar foi vila do conde D. Gutiérrez Menéndez, pai de São Rosendo, a princípios do século X, sendo a primeira notícia documental sobre o castelo de 950.
No século XII, o primeiro rei de Portugal Afonso Henriques, neto de Afonso VI de Castela e Leão, edificou o castelo, porém este rapidamente passou para o reino de Leão e Castela com a assinatura do Tratado de Tui em 1137, renunciando Afonso Henriques a possessões e pretensões na Galiza.
A comarca fazia parte do senhorio do Mosteiro de Celanova. Os seus abades consideravam o castelo de Monte Rei como uma ameaça para a sua autoridade; isto fez que procurassem a protecção da Coroa, chegando a obter, em 1213, do rei Afonso X o privilégio que ordenava a demolição das defesas do castelo.
Em 1366 o castelo serviu de refúgio para o rei Pedro I o Cruel no transcurso da guerra civil que o enfrentou a Henrique de Trastâmara.
Anos mais tarde, o rei João I de Castela concedeu os direitos sobre o castelo a Diego López de Zúñiga. Seu filho levou o título de Visconde de Monte Rei, não sendo até a nomeação dos Reis Católicos que lhe concederam o título de 1º Conde de Monte Rei a Sancho Sánchez de Ulhoa e Monterroso, que herdara o património em 1461 após recorrer aos tribunais durante quase vinte anos com Francisco de Zúñiga.
Neste lugar entrevistaram-se em 1506 Filipe I de Castela e o Cardeal Cisneros.
Na Idade Moderna construíram-se sob a direção dos engenheiros da Coroa Juan de Villaroel e Carlos de Grunemberga dois recintos abaluartados auxiliares que fechavam e defendiam o convento dos franciscanos e o dos jesuítas.
Neste lugar foi impresso o primeiro incunábulo galego, com a primeira imprensa de tipos móveis: a  3 de Fevereiro de 1494 foi estampado o "Missale Auriense", o primeiro livro editado em Galiza. A vida cultural desta pequena corte nobiliária teve a sua importância, chegando a dar docência em gramática, artes e teologia.

## Características

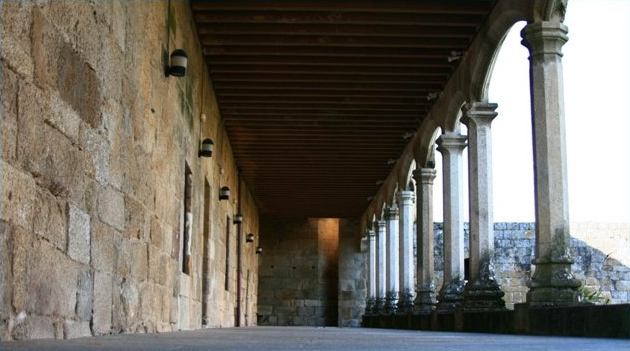
Pazo dos Condes

É considerada por muitos autores como a acrópole maior da Galiza, tendo sido durante toda a Idade Média um enclave estratégico para a defesa da fronteira com Portugal.
Os elementos mais antigos conservados correspondem aos anos do reinado de Afonso IX, correspondendo a maior parte dos elementos ao mandato do 1º conde de Monte Rei Sancho Sánchez de Ulloa.

### Recintos murados
Estrutura-se em três recintos murados levantados sobre uma alongada lomba.
No primeiro recinto levanta-se o atual Parador Nacional e próximo a este se conserva um cruzeiro do século XVII.
Ao segundo recinto acede-se por meio de uma porta ladeada por dois corpos de guarda com frestas, reforçando o restante do recinto com diversos baluartes.
Ao último recinto, acede-se por meio de uma porta com arco apontado formado por grandes aduelas, seno a porta melhor conservada do complexo. Sobre ela encontra-se o escudo de Monte Rei, formado por quatro quartéis com as armas dos Acevedo, os Ulloa, os Viedma e os Zúñiga, e, sobre eles, o escudo dos Fonseca.

### Hospital de Peregrinos
Outra das construções destacadas do conjunto é o Hospital de Peregrinos fundado por Gaspar de Zúñiga, construção de 1429 dedicada à Santíssima Trindade. Tem a sua origem num albergue dependente do Mosteiro de Montederramo levantado em 1327.
Trata-se de um pequeno edifício de dois pavimentos, que foi objeto de recentes obras de restauração. Na sua portada gótica de arco ogival afunilado com quatro arquivoltas e na chave do arco adorna-se com um anjo cabeça abaixo. Conserva no tímpano esculpido um tetramorfos e às beiras as figuras da Anunciação sob doseis ogivais

### O Castelo
Situado no último recinto a sua porta de acesso situa-se na Praça de Monte Rei. Esta porta remata-se com arco de volta perfeita e apresenta os escudos dos condes. É ladeado por duas torres cilíndricas, parcialmente conservadas, abertas com seteiras.
Através desta porta acede-se ao pátio de armas, no qual se conserva um poço e um túnel que servia de algibe, apesar de que a lenda conte que comunicava o pátio com a Atalaia. Durante as obras de restauração levadas a cabo nos últimos anos a entrada para o túnel foi tampada. Porém, conserva-se o próximo poço de 14 metros de profundeza. No lado Oeste da muralha conservam-se uns grandes fornos de pedra.

#### Torre de menagem

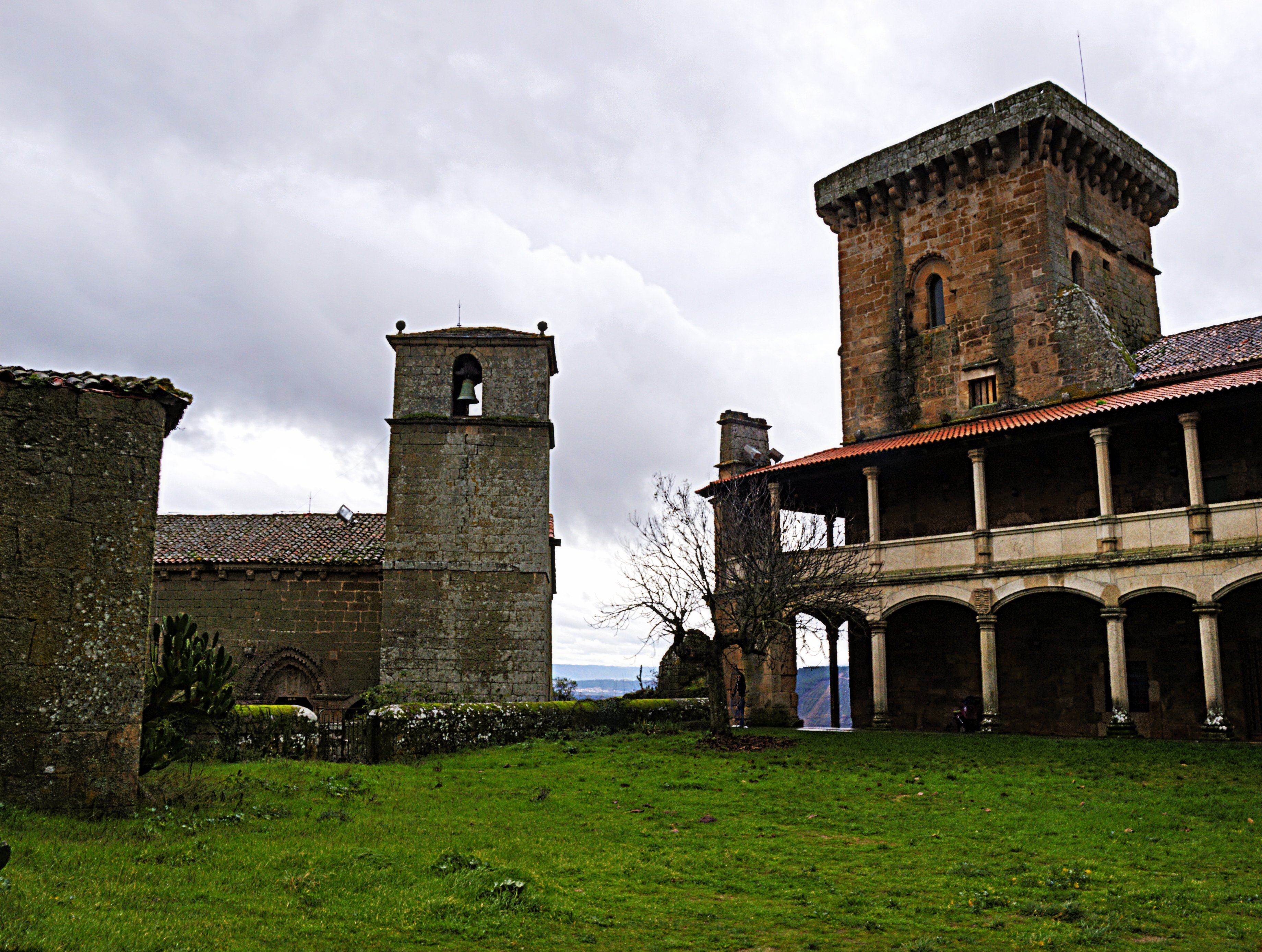
Torre de menagem

Como elementos mais destacáveis conservam-se a torre de menagem, construção do século XV também conhecida como Torre de Dom Sancho, levantada pelo Conde na época dos Reis Católicos. Trata-se de uma construção de planta quadrada construída com cantaria granítica de boa lavra, perfeitamente enquadrada e atinge os 22 metros de altura. Nos seus perpianhos conserva grande quantidade de marcas de canteiro.
Sobre a sua porta de acesso, que se situa à altura do primeiro andar e a que se acede por meio de uma ponte levadiça, pode-se contemplar o escudo dos Ulloa e os Zúñiga, ladeado por grifos e a seguinte inscrição no lintel:
“(...) Esta /
Torre mandaron faser Don Sa(n)cho de Ulloa /
e Dona Teresa De Zúñiga su muger conde /
e condesa de Mo(n)terrey. acabose an(n)o de /
mil e CCCC e LXXX e II an(n)os”
Conserva-se em bom estado tendo sofrido poucas alterações na Idade Moderna, a jeito de aberturas que permitissem a saída dos canhões.
No interior uma ampla escada permite o acesso aos diferentes andares nos quais se podem ver frestas, uma chaminé, assim como vitrais com palratórios. No último piso uma estreita escada de pedra serve de acesso ao terraço.
O terraço é aberto e remata com uma barbacã composta por oito cubos redondos nos seus extremos e na metade dos lados apêndices semicirculares.

#### Paço dos Condes e Torre das Damas

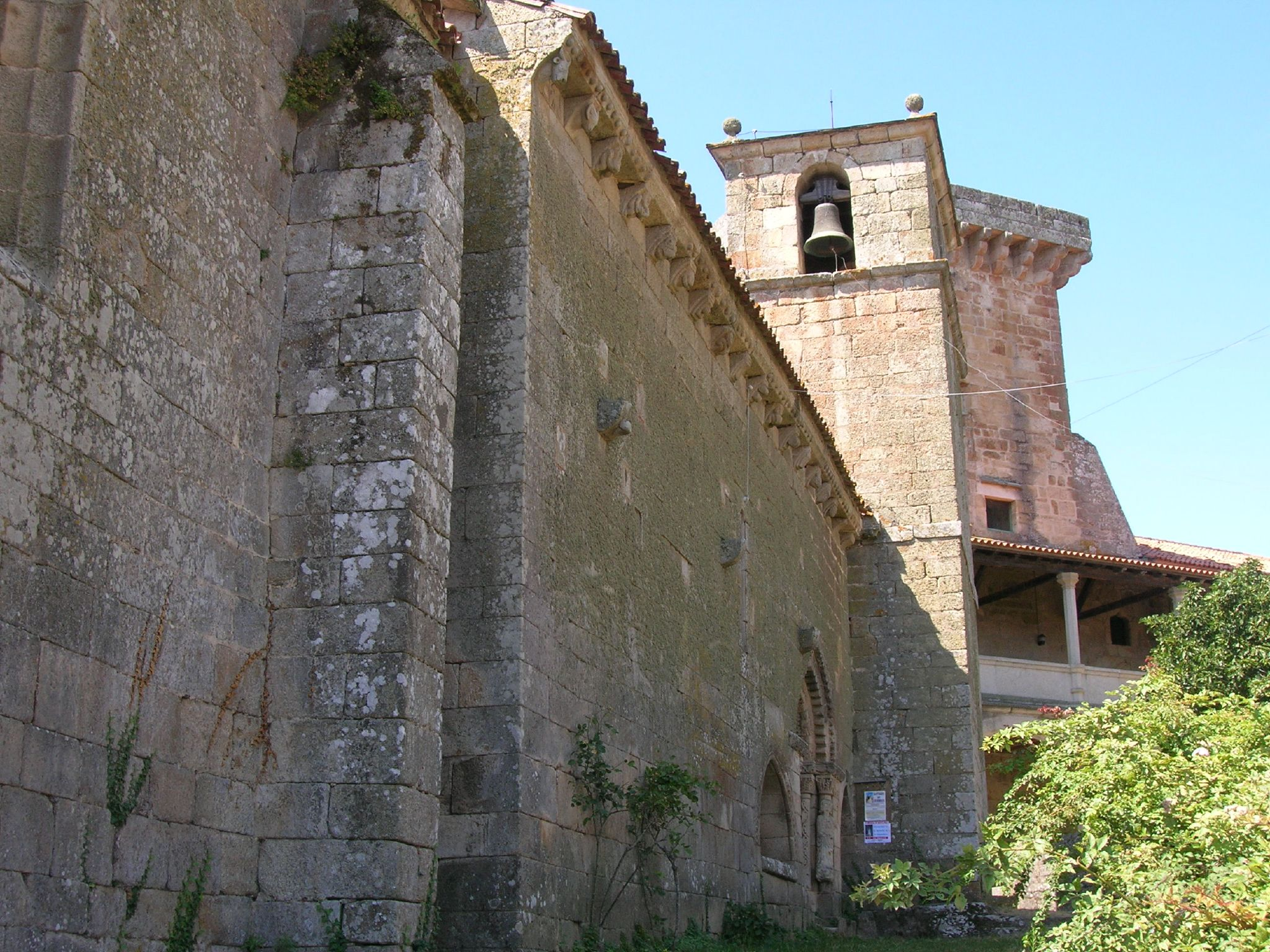
Igreja de Santa Maria Gracia e Torre das Damas

O Paço dos Condes foi restaurado em tempos atuais e conserva em bom estado galerias e os seus pátios. Foi erguido entre os séculos XV a XVII em estilo renascentista.
Situa-se no lado direito do pátio de armas e forma um conjunto harmônico com a conhecida como Torre das Damas, do  século XIV ou finais do século XIII, sendo o elemento mais antigo do conjunto. Possivelmente fosse a anterior torre de Menagem, sendo de dimensões mais reduzidas que as da atual torre de Menagem.
O palácio abre-se para o pátio dividido em dois andares, o inferior com uma arcada de arcos rebaixados com os penachos (enxutas) decorados com os escudos das diferentes linhagens que possuíram a praça-forte. O andar superior apresenta o mesmo número de colunas, e sobre estas foi apoiada, directamente, a coberta.
Na fachada Sul apresenta o mesmo esquema construtivo, mas com um andar mais devido às diferenças do nível do terreno. No andar inferior os arcos são ligeiramente apontados.
A fachada Oeste integra-se na muralha defensiva.

#### Igreja de Santa Maria Gracia

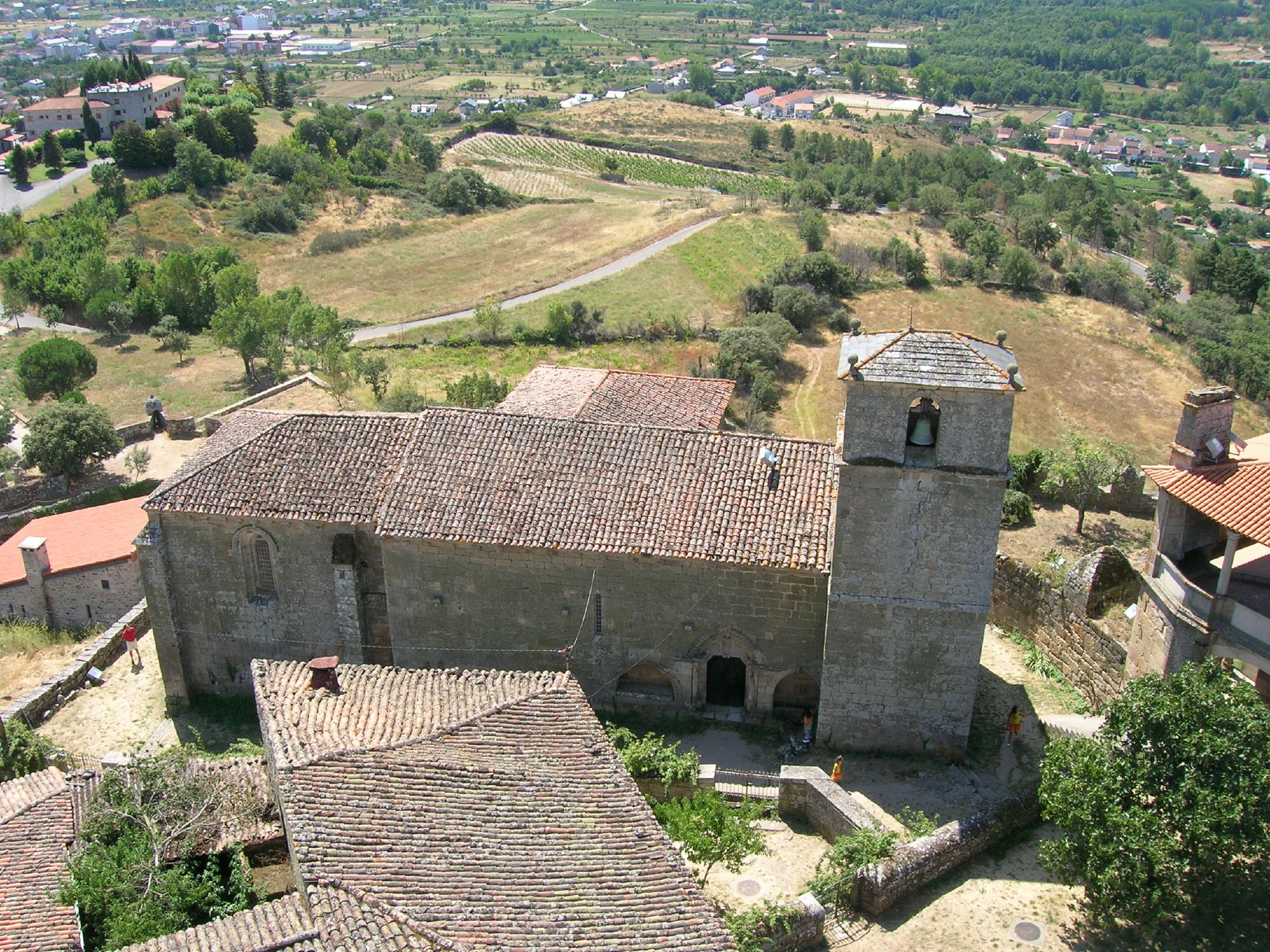
Igreja de Santa Maria Gracia

Outro elemento do conjunto é a igreja de Santa Maria Gracia, templo erguido na primeira metade do século XIV ou finais do século XIII em estilo românico ogival. Insere-se no complexo por meio do muro lateral sul da nave, esta com coberta de madeira, e a abside retangular coberta com abóbada de cruzaria. A abside não se encontra alinhada com a nave pela irregularidade do terreno sobre o qual se assenta. Sua fachada é de feitura mais moderna.
A torre campanário erguida entre 1660 e 1661  situa-se na esquina noroeste.
A porta lateral da fachada norte apresenta um arco e arquivoltas apontadas em jambas sobre colunas, bom expoente da transição do românico ao gótico. No interior conservam-se arcos sepulcrais, a Capela dos Condes aberta no muro sul e na qual se conservam pinturas de finais do século XIV e um formoso retábulo gótico.
No século XVII, durante as obras de ampliação das defesas, a abside foi reforçada por meio de potentes esteios.

### A Atalaia
No extremo oeste do conjunto encontram-se as ruínas de uma construção quadrangular erguida no século XVII com o objeto de defender a acrópole desde este flanco. 
Conserva parte dos altos muros e algumas guaritas.
Próxima a esta se encontra uma fonte.

## O Museu da Acrópole
Localizado no interior do Paço dos Condes estrutura-se em sete salas com os seguintes conteúdos:
1. A comarca e os seus monumentos.
2. Caminhos Jacobeus na Galiza.
3. Restos epigráficos de Monte Rei.
4. Elementos da Semana Santa e livros da paróquia junto com o Missal Auriense.
5. Coleção de esculturas dos séculos XVII e XVIII.
6. Coleção de esculturas dos séculos XVII e XVIII.
7. Coleção de calcografias do Via Crucis.